# Nowy Młyn (Wieliczki)
Nowy Młyn (deutsch Neumühl) ist ein Ort in der polnischen Woiwodschaft Ermland-Masuren, der zur Landgemeinde Wieliczki (Wielitzken, 1938–1945 Wallenrode) im Powiat Olecki (Kreis Oletzko, 1933–1945 Kreis Treuburg) gehört.

## Geographische Lage
Nowy Młyn liegt am Westufer des Flüsschens Lega im Osten der Woiwodschaft Ermland-Masuren, neun Kilometer südöstlich der Kreisstadt Olecko (Marggrabowa, umgangssprachlich auch Oletzko, 1928–1945 Treuburg).

## Geschichte
Als Friedrichs Mühle – vor 1785 Neumühle und nach 1785 Neumühl genannt – wurde der kleine Gutsort erst seit 1664 erwähnt. Mit seiner regional bedeutenden Wassermühle war der Ort bis 1945 in die Gemeinde Klein Oletzko (1938–1945 Herzogshöhe, polnisch Małe Olecko, auch: Olecko Małe) eingegliedert und gehörte zum Kreis Oletzko (1933–1945 Kreis Treuburg) im Regierungsbezirk Gumbinnen der preußischen Provinz Ostpreußen.
In Kriegsfolge kam der kleine Ort 1945 mit dem gesamten südlichen Ostpreußen zu Polen und erhielt die polnische Namensform „Nowy Młyn“. Heute ist er eine Ortschaft im Verbund der Gmina Wieliczki (Wielitzken, 1938–1945 Wallenrode) im Powiat Olecki, vor 1998 der Woiwodschaft Suwałki und seitdem der Woiwodschaft Ermland-Masuren zugehörig.

## Religionen
Bis 1945 war Neumühl in die evangelische Kirche Wielitzken in der Kirchenprovinz Ostpreußen der Kirche der Altpreußischen Union sowie in die katholische Pfarrkirche Marggrabowa (Treuburg) im Bistum Ermland eingepfarrt.
Heute gehört Nowy Młyn zur katholischen Pfarrkirche Wieliczki im Bistum Ełk der Römisch-katholischen Kirche in Polen. Hier lebende evangelische Kirchenglieder halten sich zu den Kirchen in Ełk (Lyck) bzw. Suwałki in der Diözese Masuren der Evangelisch-Augsburgischen Kirche in Polen.

## Soldatenfriedhof

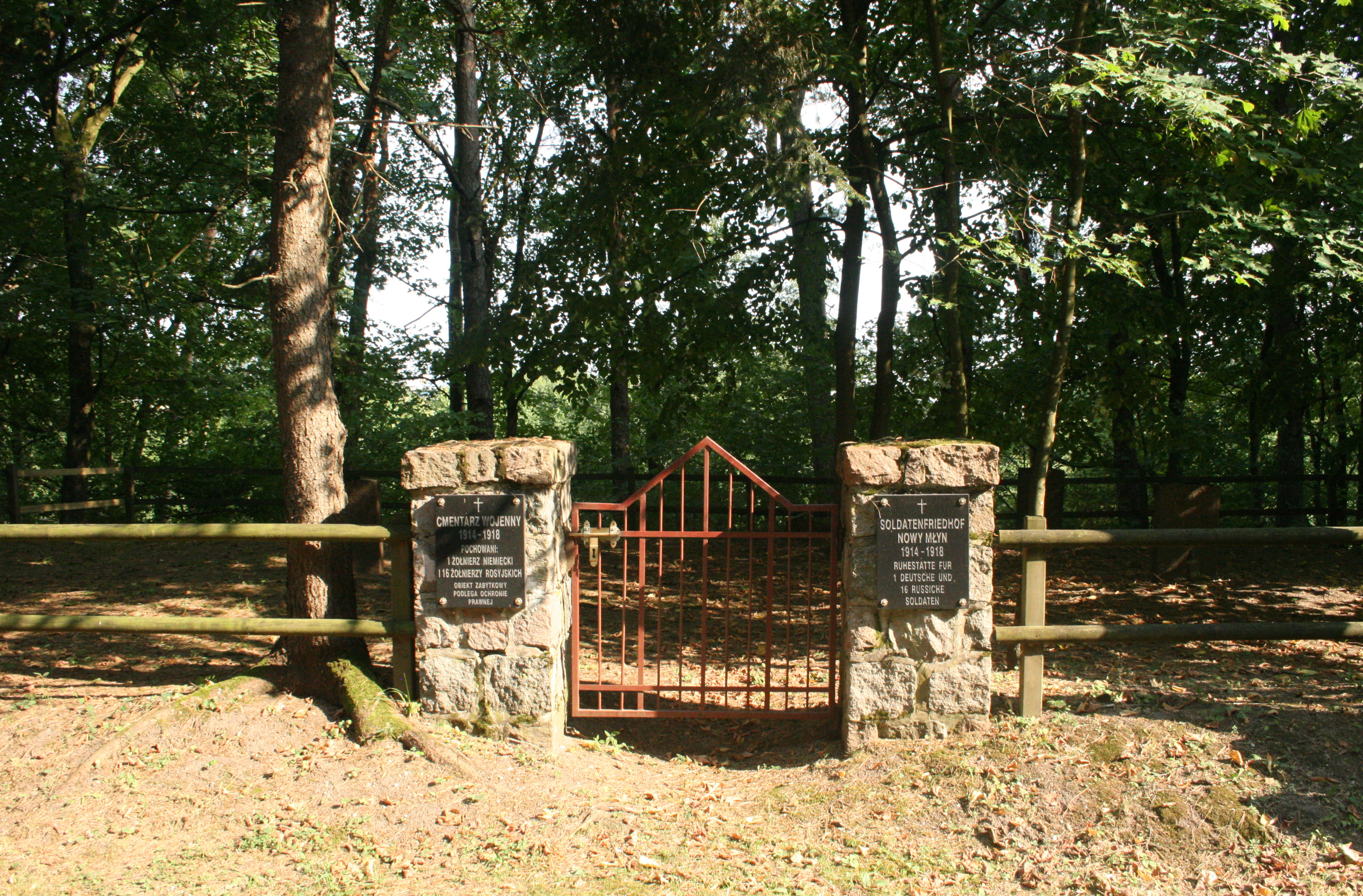
Soldatenfriedhof Nowy Młyn

In Nowy Młyn gibt es einen Ehrenfriedhof für gefallene Soldaten des Ersten Weltkrieges. Hier finden sich Grabstätten von 16 russischen und einem deutschen Soldaten, einige mit Namen versehen.

## Verkehr
Nowy Młyn liegt an einer Nebenstraße, die Wieliczki an der Woiwodschaftsstraße DE 655 über Kleszczewo (Kleszöwen, 1936–1938 Kleschöwen, 1938–1945 Kleschen) mit Wysokie (Wyssocken, 1938–1945 Waldeshöhe) an der Landesstraße DK 16 verbindet. Außerdem führt von der Landesstraße 65 (ehemalige deutsche Reichsstraße 132) eine Nebenstraße über Małe Olecko (Klein Oletzko, 1938–1945 Herzogshöhe) nach Nowy Młyn.
Die nächste Bahnstation ist Olecko Małe an der einstigen Bahnstrecke Lyck–Insterburg (polnisch Ełk–Tschernjachowsk), die allerdings nur noch im Abschnitt Ełk–Olecko im Güterverkehr befahren wird.